# Крестовський Андрій Васильович
Андрій Васильович Крестовський (рос. Андрей Васильевич Крестовский; 9 вересня 1906 — 17 січня 1944) — радянський офіцер-підводник.

## Біографія
Народився 9 вересня 1906 року в місті Санкт-Петербурзі. Росіянин. У ВМФ СРСР з 1922 року. У 1924 році закінчив Військово-морське політичне училище, у 1927 році — Військово-морське училище імені Фрунзе. З жовтня 1927 року до березня 1930 року — вахтовий начальник лінкора «Жовтнева революція». Член ВКП(б) з 1929 року. У 1933 році закінчив Військово-морську академію імені Ворошилова, у 1934 році навчався у навчальному загоні підводного плавання.
- З березня по жовтень 1934 року — помічник командира підводного човна «Політпрацівник».
- З листопада 1934 по листопад 1936 року — командир підводного човна «М-53».
- З листопада 1936 року по грудень 1937 року — командир дивізіону підводних човнів.
- З грудня 1937 року по квітень 1939 року — начальник відділу бойової підготовки Штабу флоту.
- З квітня 1939 року по грудень 1941 року — начальник штабу 1-ї бригади підводних човнів Чорноморського флоту; капітан І рангу з 4 квітня 1941 року.
- З грудня 1941 року по серпень 1942 року — начальник відділу підводного плавання штабу Чорноморського флоту.
- З серпня 1942 року по грудень 1943 року — начальник штабу Туапсинської військово-морської бази.
- З січня 1943 року — командир 2-ї бригади підводних човнів Чорноморського флоту.

Загинув 17 січня 1944 року на борту підводного човна «Л-23» в районі Ак-Мечеть — Євпаторія.

## Нагороди

анотаційна дошка

Нагороджений орденом Червоного Прапора (1943), орденом Вітчизняної війни I ступеня (1944), болгарським орденом «9 вересня 1944» I ступеня (посмертно).

## Вшанування пам'яті
18 лютого 1964 року вулиця Ялтинське шосе в Балаклаві перейменована на вулицю Крестовського. На ній встановлена анотаційна дошка.